# Petri Pasanen
Petri Pasanen (født 24. september 1980 i Lahti, Finland) er en finsk fodboldspiller, der spiller som forsvarsspiller, som spiller for FC Lahti. Tidligere har han repræsenteret de hjemlige klubber Kuusysi Lahti, FC Lahti og FC Hämeenlinna, hollandske AFC Ajax, engelske Portsmouth F.C., tyske Werder Bremen, østrigske Red Bull Salzburg samt danske AGF.
Med Ajax var Pasanen i 2002 med til at vinde The Double, da holdet sikrede sig både mesterskabet og KNVB Cuppen. Med Werder Bremen blev det i 2009 til triumf i DFB Pokalen.
Hans kontrakt i Werder Bremen blev ikke forlænget og ved hans kontraktudløb blev han bedt om at finde en ny klub. Valget faldt på østrigske Red Bull Salzburg. Efter blot et år i klubben blev Pasanen d. 12. maj meddelt af klubben, at de ikke ville forlænge hans kontrakt og han ledte dermed på ny efter en ny klub.
Den 28. juli skrev Pasanen under på en 2-årig kontrakt med AGF. Han spillede i alt 45 kampe for AGF, inden han i sommeren 2014 forlod klubben til fordel for FC Lahti.

## Landshold
Pasanen står noteret for 70 kampe og én scoring for Finlands landshold, som han debuterede for 15. november 2000 i et opgør mod Irland. For landsholdet har han mest spillet højre back.

## Titler
Æresdivisionen
- 2002 med AFC Ajax

KNVB Cup
- 2002 med AFC Ajax

Johan Cruijff Schield
- 2002 med AFC Ajax

DFB Pokal
- 2009 med Werder Bremen

DFB Ligapokal
- 2006 med Werder Bremen